# 사랑은 소리높이
사랑은 소리높이(영어: Love Is Never Silent)는 1985년 개봉한 미국 영화이다.

## 출연
- 메어 위닝햄 - 마가렛
- 프레드릭 렌 - 윌리엄
- 시드 캐서 - 페트라키스

## 한국판 성우진(KBS)
- 김성희 - 마가렛(메어 위닝햄)
- 김태연 - 윌리엄(프레드릭 렌)
- 김인배 - 페트라키스(시드 캐서)
- 김정호 - 목사(루 판트)
- 조달호 - 부동산 중개인(조셉 콜랜드)
- 김정경 - 의사(테드 스티더)
- 탁원제 - 장의사(알렉스 디아컨)
- 김정애 - 브레들릭(마크 힐드레스)
- 전기병 - 윌리엄의 어머니(클로리스 리치먼)
- 윤기황 - 닐(크레이그 헤이스)